# さよならのうた
「さよならのうた」は、日本の音楽ユニット・mihimaru GTの8作目のシングル。

## 概要
- 前作「恋する気持ち/YES」から約4ヶ月ぶりのシングル。
- 表題曲は日本テレビ系『くりぃむしちゅーのたりらリラ〜ン』のエンディングテーマ、カップリング1曲目はテレビアニメ『ワンワンセレプー それゆけ!徹之進』のエンディングテーマ、カップリング2曲目はコジマ『フレッシュグレー』のCMソングにそれぞれ使用された初のトリプルタイアップシングルとなった。

## 収録曲
1. さよならのうた [4:47]
作詞：hiroko & mitsuyuki miyake & Hidemi Ino
作曲・編曲：mitsuyuki miyake & 日比野元気
ポジティヴな出会いと別れをテーマに制作され、友達と別れるときの切なさや、友達からもらった勇気や力が書かれている。miyake曰く「イントロのチャイム音で学校生活というインスピレーションを得て、自然とこのような詞になった」という[1]。
2. Life Gauge (Remaster) [4:52]
作詞：hiroko & mitsuyuki miyake
作曲：mitsuyuki miyake
編曲：mitsuyuki miyake & 鈴木ヒロト
アルバム『mihimalife』からのリカットで、リマスタリングが施されている。
3. Hurry & Dive (Remaster) [4:13]
作詞：hiroko & mitsuyuki miyake
作曲：mitsuyuki miyake
編曲：mitsuyuki miyake & 鈴木ヒロト
前曲同様、アルバム『mihimalife』からのリカットで、リマスタリングが施されている。
4. さよならのうた (Instrumental)
作曲・編曲：mitsuyuki miyake & 日比野元気
表題曲のインストゥルメンタル。
5. Life Gauge (Instrumental)
作曲：mitsuyuki miyake
編曲：mitsuyuki miyake & 鈴木ヒロト
カップリング1曲目のインストゥルメンタル。
6. Hurry & Dive (Instrumental)
作曲：mitsuyuki miyake
編曲：mitsuyuki miyake & 鈴木ヒロト
カップリング2曲目のインストゥルメンタル。

## 参加ミュージシャン
mihimaru GT
- hiroko：Vocals & Rap
- mitsuyuki miyake：Vocals & Rap、Keyboards & Programming (#1,4)

Additional Musician
- 日比野元気：Keyboards & Programming (#1,4)
- 鈴木ヒロト：Keyboards (#2,3,5,6)、Programming (#3,6)
- 山崎淳：Guitars (#1,4)
- 養父貴：Guitars (#2,3,5,6)
- 山田章典：Bass (#1,4)
- 田辺トシノ：Bass (#2,3,5,6)
- 高田真：Drums (#1,4)
- DJ NON：Turntable (#1,3,4,6)
- DJ MINORU：Turntable (#2,5)
- 近尚也：Trumpet (#2,5)
- 中雅志：Trombone (#2,5)
- 秋山幸宏：Sax (#2,5)、Flute (#3,6)
- フミ子：Violin (#3,6)

## タイアップ
- 日本テレビ系バラエティ番組『くりぃむしちゅーのたりらリラ〜ン』2006年3月度エンディングテーマ (#1)
- テレビ東京系列アニメ『ワンワンセレプー それゆけ!徹之進』前期エンディングテーマ (#2)
- コジマ『フレッシュグレー』CMソング (#3)

## 収録アルバム
- mihimagic (#1)
- mihimalife (#2,3)
- THE BEST of mihimaru GT (#1)
- mihimaballads (#1)
- THE SINGLE of mihimaru GT (#1)